# Légon
Pour les articles homonymes, voir Legon (homonymie).
Légon ou Léogonce, en latin Legonus ou Leogontius, fut le 3e évêque de Clermont au IVe siècle.

## Éléments biographiques
Grégoire de Tours ne nous apprend rien de cet évêque, si ce n'est qu'il prit la suite d'Urbice, probablement en 286. Il fut inhumé hors de la ville, à l'ouest, dans une église qui portait son nom et qui aujourd'hui a disparu. C'est saint Alyre qui lui succéda.